# Плоцк
Плоцк (пољ. Płock) град је у Пољској у Мазурском војводству, на око 100 km северозападно од Варшаве на реци Висла. Крајем 2004. град је имао 127.841 становника.
Плоцк има повољан положај на реци Висли, која раздваја северни, старији део града на узвишењу, од јужног, индустријског дела у коме се налази речна лука и који је у новије време постао стамбена регија.

## Историја
Први пут град Плоцк се помиње у 9. веку.
У градској катедрали из 12. века налазе се гробови Ладислава Хермана (умрлог 1102) и Болеслава III (умрлог 1138) - пољских кнежева. Постоје историчари који тврде да је Плоцк био њихова престоница у време када су владали. Град је касније био седиште неколико војвода Мазурије.
Дана 23. септембра 1831, у Плоцку је одржан поседњи скуп сејма - пољске скупштине, пре губитка независности пољског краљевства.
Током рата са Совјетским Савезом, град је одолео нападима 18. и 19. августа 1920. За овај подвиг, маршал Јозеф Пилсудски је одликован 1921.

## Демографија
| 1960.  | 1980.   | 2010.   | 2012.   |
| ------ | ------- | ------- | ------- |
| 42.798 | 102.548 | 126.255 | 123.627 |

## Привреда
Гравна индустрија у Плоцку је рафинерија нафте. То је највећа пољска рафинерија. Кроз Плоцк пролази нафтовод који из Русије нафту преноси ка Немачкој.

## Међународна сарадња
- Осер, Француска
- Балци, Молдавија
- Дармштат, Немачка
- Форли, Италија
- Форт Вејн, САД
- Лозница, Србија
- Мажејкјај, Литванија
- Митишчи, Русија
- Наваполацк, Белорусија
- Турок, Уједињено Краљевство
- Вулонгонг, Аустралија

## Партнерски градови
- Лозница
- Балци
- Форли
- Дармштат
- Форт Вејн
- Мажејкјај
- Наваполацк
- Осер
- Thurrock
- Рустави
- Митишчи
- Huai'an